# الن کوزیچ
الن کوزیچ (انگلیسی: Alen Kozić؛ زادهٔ ۲۷ سپتامبر ۱۹۷۶) بازیکن فوتبال اهل ایالات متحده آمریکا است.